# Aleksander Kodelski

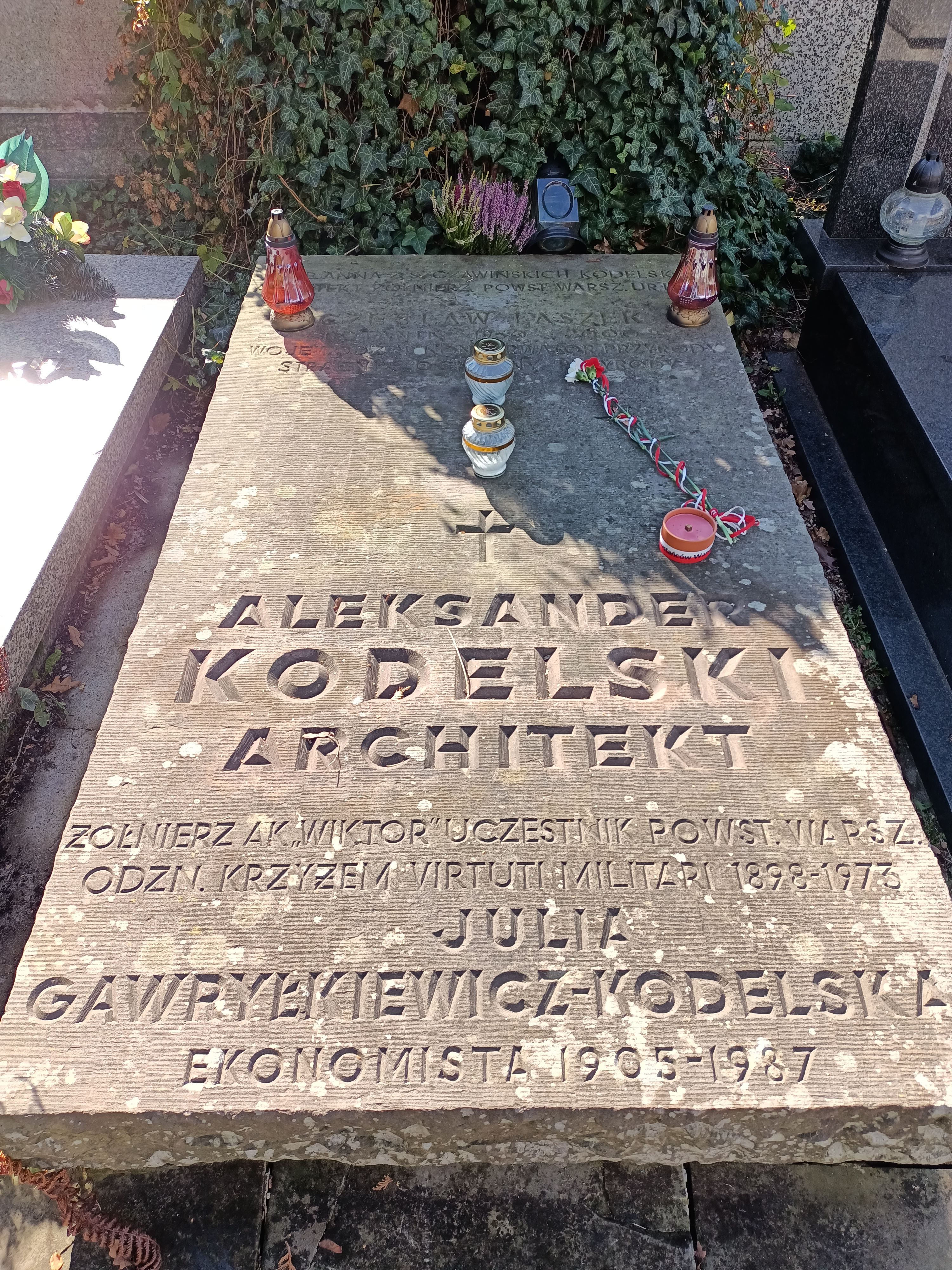
Grób Aleksandra Kodelskiego na cmentarzu Wojskowym na Powązkach w Warszawie

Aleksander Kodelski (ur. w 1898, zm. 28 grudnia 1972 w Warszawie) – polski inżynier architekt, przedstawiciel modernizmu oraz działacz społeczny.

## Życiorys
W 1927 ukończył studia na Wydziale Architektury Politechniki Warszawskiej. Projektował zarówno budynki mieszkalne, jak gmachy użyteczności publicznej, głównie na terenie Warszawy.
W 1928 uczestniczył w pracach projektowych przy zespole obiektów sportowych przy ul. Łazienkowskiej w Warszawie, Zaprojektował wówczas Stadion Wojska Polskiego (wspólnie z Maksymilianem Dudryk-Darlewskim) oraz pawilon i modernistyczną wieżę do skoków przy basenie pływackim (wraz z Romualdem Raksimowiczem). W 1935 został prezesem i dyrektorem technicznym spółki „Towarzystwo Budowy i Eksploatacji Kolei Linowej Zakopane (Kuźnice) – Kasprowy Wierch”, budującej kolej linową na Kasprowy Wierch. Oprócz funkcji zarządczej podjął się również – wraz z żoną – zaprojektowania budynków stacyjnych oraz gmachu obserwatorium astronomicznego. W tym samym roku został pierwszym prezesem Ligi Popierania Turystyki.
Został pochowany na cmentarzu Wojskowym na Powązkach w Warszawie (kwatera IIC28-8-4).

### Ważniejsze projekty
- Dom Akademicki w Wilnie
- Wille i domy w Warszawie
  - ul. S. Czarneckiego 53
  - ul. T. Lenartowicza 25
  - ul. A. Malczewskiego 28, willa Mieczysława Kotarbińskiego
  - ul. S. Przybyszewskiego 16
  - ul. Kleczewska 25
- Willa „Litka” w Bukowinie Tatrzańskiej

## Życie prywatne
Był mężem Anny Kodelskiej (również architekt), z którą często pracował. Ich córką była prof. Teresa Kodelska-Łaszek (zm. 2021) – sanitariuszka w powstaniu warszawskim, narciarka – olimpijka z Oslo 1952, pracownica naukowa SGH.

## Ordery i odznaczenia
- Krzyż Kawalerski Orderu Odrodzenia Polski (11 listopada 1937)[5]
- Złoty Krzyż Zasługi (dwukrotnie: po raz drugi 18 października 1949[6])

## Galeria

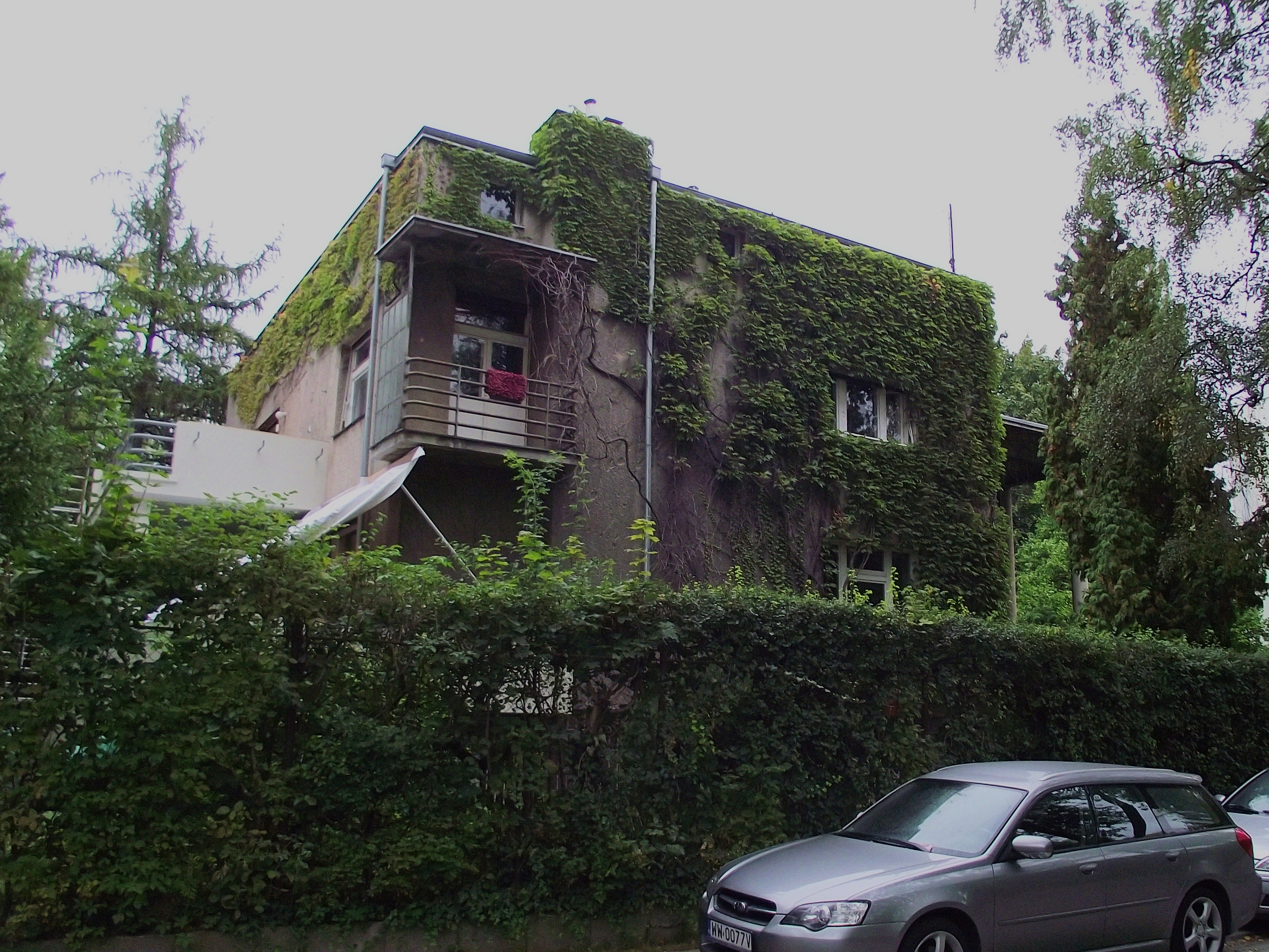
Warszawa – Wwlla przy ul. S. Czarnieckiego 53
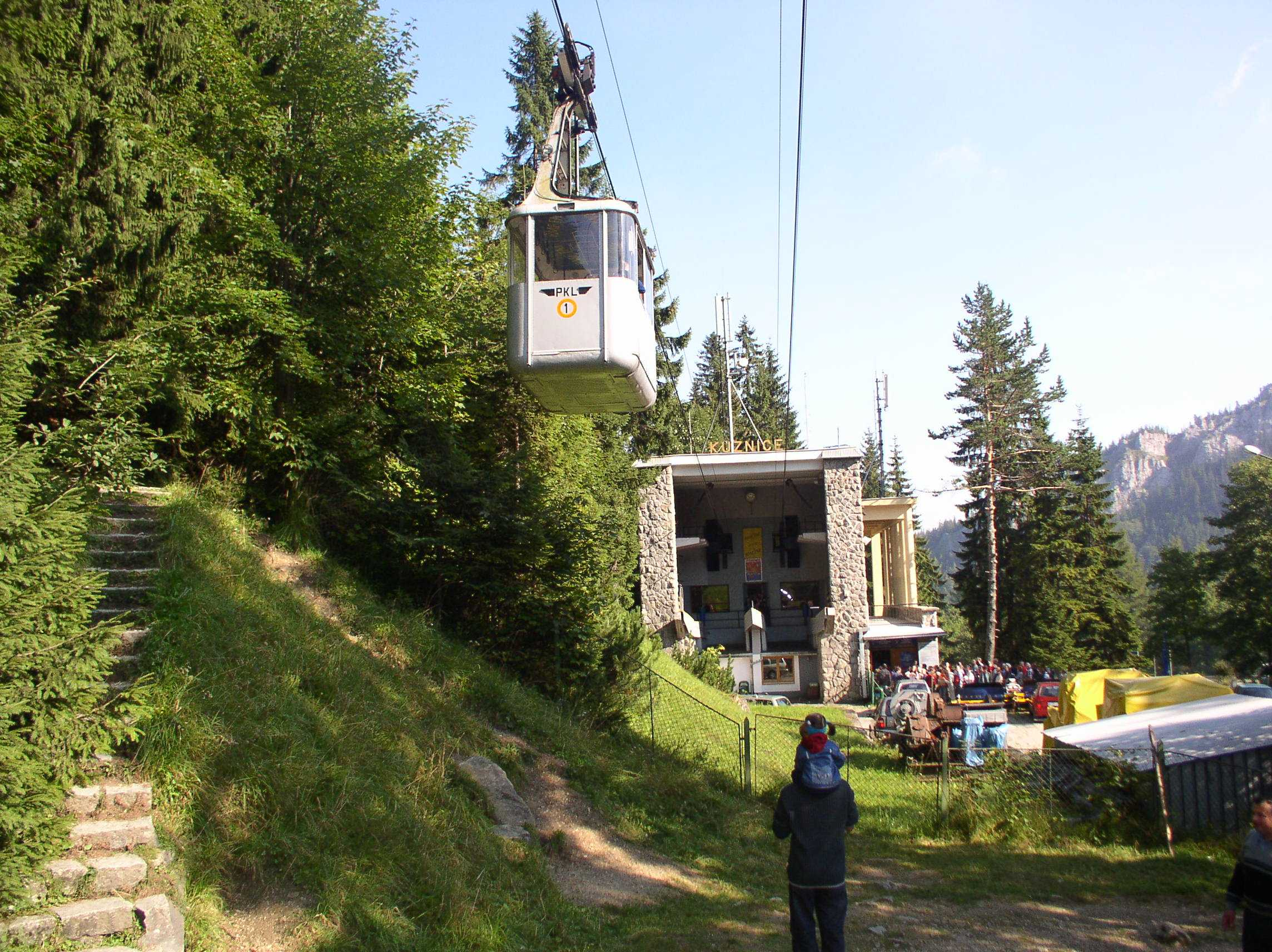
Zakopane – dolna stacja kolei linowej na Kasprowy Wierch
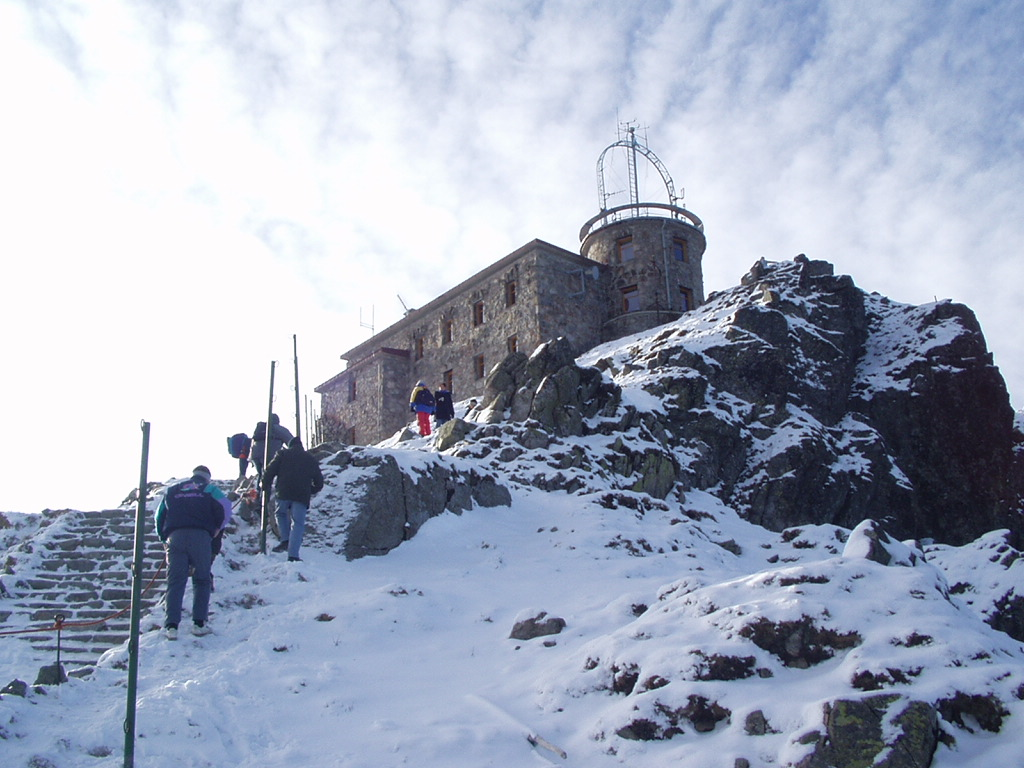
Kasprowy Wierch – obserwatorium astronomiczne